# 朱謨墡
襄陵恭懿王朱谟墡（16世纪—1583年），明朝襄陵顺靖王朱融焚的嫡长子。
隆庆元年（1567年）封襄陵长子。万历十年（1582年），朱融焚去世。四月，朱謨墡受命袭封，夫人任氏封王妃。十一年（1583年）四月，明神宗御皇極殿傳詔遣尚寶司卿韓必顯、簡討沈自邠等為正使，行人唐仲寅等為副使，持節冊封朱謨墡袭封襄陵王，任氏為襄陵王妃。
同年，朱謨墡去世。万历十五年（1587年）四月，其嫡次子朱朗鐀袭封襄陵王。